# Dariusz Piskorz
Dariusz Piskorz ps. „Pisek” (ur. 13 lutego 1965 w Warszawie) – polski perkusista i gitarzysta. W 1994 roku współzałożył zespół Paraphrenia, były członek grup Sexbomba i Closterkeller. W 2001 roku dzięki Pawłowi Stasiakowi dołączył do noworeaktywowanego zespołu Papa Dance. Początkowo grał na zmianę z Tadeuszem Łyskawą a po jego odejściu w listopadzie 2007 roku został jedynym perkusistą.

## Dyskografia
- Dariusz Piskorz w Discogs

## Życie prywatne
Ma żonę Katarzynę.